# Opuntia lagunae
Opuntia lagunae là một loài thực vật có hoa trong họ Cactaceae. Loài này được Baxter ex Bravo mô tả khoa học đầu tiên năm 1932.